# سوق القرعي (يريم)

تعديل مصدري - تعديل

سوق القرعي محلة تابعة لقرية حتقل، التابعة لعزلة رعين بمديرية يريم إحدى مديريات محافظة إب في الجمهورية اليمنية.، بلغ تعداد سكانها 53 حسب تعداد اليمن لعام 2004.